# الأولمبياد الخاص الكندي
الأولمبياد الخاص الكندي هو منظمة وطنية تأسست عام 1969 لمساعدة الأشخاص ذوي الإعاقات الذهنية على تطوير الثقة بالنفس والمهارات الاجتماعية من خلال التدريب الرياضي والمنافسة.

## تاريخ
المجموعة هي منظمة وطنية غير ربحية تضم أكثر من 13000 مدرب متطوع مدرب. وتقدم خدماتها من خلال الأندية الرياضية المحلية لأكثر من 38 ألف رياضي. وتحظى برامجها بدعم الرعاية من الشركات، وأنشطة جمع التبرعات، والتمويل الحكومي، فضلاً عن المتبرعين الأفراد. ويشمل ذلك أكثر من 12 ألف عضو من مجتمع الشرطة الذين دعموا الألعاب الأولمبية الخاصة، إلى حد كبير من خلال مسيرة شعلة إنفاذ القانون.
تعتبر الألعاب الأولمبية الخاصة في كندا جزءًا من حركة عالمية الألعاب الأولمبية الخاصة والتي يتم تنظيمها في برامج ومسابقات إقليمية وإقليمية ووطنية. تقام المسابقات الوطنية كل عامين، بالتناوب بين الألعاب الصيفية والشتوية، مع إقامة الألعاب العالمية للأولمبياد الخاص في العام التالي للألعاب الوطنية. لدى الرياضيين الكنديين الفرصة للمشاركة مع أكثر من 150 دولة أخرى في الألعاب العالمية الصيفية أو الشتوية للأولمبياد الخاص من خلال الاختيار في برنامج الفريق الوطني.

## قسم الرياضيين الرسمي
"دعني أفوز، ولكن إذا لم أفز، دعني أكون شجاعًا في المحاولة". قدمت مؤسسة يونيس كينيدي شرايفر هذا القسم في عام 1968.

## تاريخ
في عام 1969، أقيمت أول دورة للألعاب الأولمبية الخاصة في كندا في تورنتو. ومن تلك البداية المتواضعة، انتشرت حركة الأولمبياد الخاص بسرعة في جميع أنحاء البلاد ونمت لتصبح المنظمة الرياضية الوطنية التي هي عليها اليوم.

## الفروع الكندية
- ألبرتا
- كولومبيا البريطانية
- مانيتوبا
- نيو برونزويك
- نيوفاوندلاند ولابرادور
- الأقاليم الشمالية الغربية
- نوفا سكوشا
- أونتاريو
- جزيرة الأمير إدوارد
- كيبيك
- ساسكاتشوان
- يوكون

## ماثيو ويليامز
لقد شارك ماثيو ويليامز في الألعاب الأولمبية الخاصة الكندية لسنوات عديدة. يشغل منصب السفير الدولي لكندا. يسافر ويليامز حول العالم ويشارك قصته مع الجماهير من بين سفراء دوليين آخرين من أجل تثقيف الجمهور حول الألعاب الأولمبية الخاصة، ولكن أيضًا لإظهار التأثير الذي تحدثه المنظمة على حياة رياضييها.
في يوليو 2014، مثل ويليامز الأولمبياد الخاص الكندي في حدث أقيم في البيت الأبيض من قبل الرئيس باراك أوباما والسيدة الأولى ميشيل أوباما للاحتفال بالعمل الذي قامت به الأولمبياد الخاص كمنظمة عالمية على مدار وجودها.

## عمل الدكتور فرانك هايدن مع الأولمبياد الخاص الكندي
يشتهر الدكتور هايدن بأبحاثه حول الإعاقات الفكرية، وهو مشارك بشكل كبير في الألعاب الأولمبية الخاصة في كندا. قام بدراسة الدوافع التي تدفع الأفراد ذوي الإعاقات الذهنية إلى النجاح في الرياضة. وعلى عكس الاعتقاد السائد بأن هؤلاء الأفراد غير قادرين على المشاركة في الرياضة بسبب إعاقتهم، أثبت الدكتور هايدن أن الافتقار إلى الفرصة هو في الواقع السبب في اختلاف مستويات لياقتهم البدنية عن الأفراد الآخرين الذين لا يعانون من إعاقات ذهنية. وبناء على هذه المعرفة، اقترح الدكتور هايدن فكرة إقامة مسابقة رياضية وطنية يشارك فيها الأفراد ذوو الإعاقات الذهنية. في ذلك الوقت، كانت يونيس كينيدي شرايفر تعمل على إنشاء منظمة لها نفس الغرض مثل اقتراح الدكتور هايدن، وذلك بسبب تجربتها مع الإعاقة الفكرية لأختها. تواصل شرايفر مع الدكتور هايدن وتعاون الاثنان (من بين آخرين) لاستضافة حدث في شيكاغو، إلينوي، والذي سيُعرف بأنه أول دورة ألعاب أوليمبية صيفية خاصة دولية في عام 1968. وفي هذه الألعاب، كانت كندا والولايات المتحدة الدولتين المشاركتين الوحيدتين. في الوقت الحالي، يتنافس 170 بلدًا في الألعاب الأولمبية الخاصة في جميع أنحاء العالم. لا يزال الدكتور هايدن يشارك حاليًا مع الأولمبياد الخاص الكندي، وتم إدخاله مؤخرًا إلى قاعة المشاهير الرياضية الكندية (فئة 2016) لمساهمته في المجتمع الرياضي.

## مشروع المشاركة الرياضية للشباب ذوي الإعاقات الذهنية (SPY-ID)
بقيادة الدكتور جوناثان فايس من جامعة يورك، يهدف هذا المشروع إلى فهم العوامل المحفزة وراء الحفاظ على مشاركة الأفراد ذوي الإعاقة الفكرية في الرياضة. يتم اختيار الشباب من جميع أنحاء كندا للمشاركة في هذا البحث ويتم إجراء مقابلات معهم من قبل الباحثين حول شخصياتهم ومشاعرهم ومواقفهم تجاه الأنشطة. ثم تقوم مجموعة البحث بدراسة المشاركين الذين ما زالوا يمارسون الأنشطة الرياضية بعد مرور عام على الاختيار الأولي، ويمكنها استخلاص الاستنتاجات والاقتراحات في هذه المرحلة.

## جمعية العملاء السريين (لائحة العمليات)
بقيادة الدكتور جوناثان فايس وزملائه في جامعة يورك، يتعمق هذا المشروع في دراسة الشباب المصابين باضطرابات طيف التوحد عالية الأداء (HFASDs) والطريقة التي يتم بها التعامل مع المشاعر في حياتهم اليومية.

## التمويل
تعد حكومة كندا أحد أكبر الداعمين للألعاب الأولمبية الخاصة الكندية من الناحية المالية. وتقدم الحكومة مليون دولار سنويا إلى المنظمة، وسوف تستمر في تقديم هذا المبلغ اعتبارا من بيان رسمي صدر في فبراير/شباط 2014. ويبلغ إجمالي التمويل السنوي الآن ما يزيد عن 2 مليون دولار.

## الألعاب الرياضية الرسمية للأولمبياد الخاص الكندي

### الرياضات الشتوية
- التزلج على جبال الألب
- التزلج الريفي على الثلج
- الكيرلنج
- التزلج الفني على الجليد
- هوكي الأرض
- المشي بالأحذية الثلجية
- التزلج السريع
- البولينج (5 دبابيس)، ستصبح لعبة البولينج ذات الخمسة دبابيس رياضة شتوية رسميًا بعد دورة الألعاب الأولمبية الخاصة الصيفية في كندا عام 2018

### الرياضات الصيفية
- الرياضات المائية (السباحة)
- ألعاب القوى (ألعاب المضمار والميدان)
- البولينج (10 دبابيس)
- رفع الأثقال
- الجمباز الإيقاعي
- كرة القدم
- الكرة اللينة
- كرة السلة
- البوتشي
- الجولف

## تطوير الرياضة
كما تدير الألعاب الأولمبية الخاصة في كندا برامج في المدارس الابتدائية والثانوية لمساعدة الرياضيين ذوي الاحتياجات الخاصة على تحسين قدراتهم الرياضية والاجتماعية. برنامج Active Start مخصص للرياضيين من عمر سنتين إلى 6 سنوات وبرنامج FUNdamentals مخصص للرياضيين من عمر 7 سنوات إلى 12 سنة. وتدعم الألعاب الأولمبية الخاصة في أونتاريو أيضًا برامج المهرجانات الرياضية التي توفر للرياضيين الشباب فرصة التعرف على الرياضات في الألعاب الأولمبية الخاصة لمدة يوم واحد. ويتم ذلك في جميع أنحاء المحافظة في مختلف المدارس الابتدائية.

## دورة الألعاب الصيفية 2014
أقيمت الألعاب الصيفية للأولمبياد الخاص الكندي في فانكوفر، كولومبيا البريطانية، في جامعة كولومبيا البريطانية. شارك أكثر من 2000 رياضي في العديد من الألعاب الرياضية، بما في ذلك ثلاث رياضات تظهر لأول مرة في دورة الألعاب الأولمبية الخاصة الكندية: الجولف والبوتشي وكرة السلة. في هذه الألعاب، تنافست كل الفصول الـ12 لتحديد التشكيلة الرسمية لفريق كندا لدورة الألعاب العالمية الصيفية المقبلة.

## دورة الألعاب العالمية الصيفية 2015
أقيمت دورة الألعاب العالمية الصيفية في لوس أنجلوس، كاليفورنيا في الفترة من 25 يوليو إلى 2 أغسطس 2015. يضم الفريق الكندي قائمة مكونة من 115 رياضيًا و32 مدربًا يشاركون في الألعاب. وتتراوح أعمار الرياضيين بين 14 و68 عامًا. وهذه هي المرة الأولى التي يشارك فيها العديد منهم في الألعاب الأولمبية الخاصة على المسرح العالمي.

## الأولمبياد الخاص الكندي في الأخبار
في أكتوبر/تشرين الأول 2014، تحدثت معالي كانديس بيرغن، وزيرة الدولة للتنمية الاجتماعية، إلى الألعاب الأولمبية الخاصة الكندية للتأكيد علناً على فوائد خطة الادخار المسجلة للأشخاص ذوي الإعاقة (RDSP). يمكن أن يساعد برنامج RDSP عائلات الأفراد ذوي الإعاقات الذهنية في توفير المال. كان هدف الوزير بيرغن هو مساعدة المزيد من الكنديين المؤهلين لهذه الخطة على أن يكونوا أكثر استباقية في البحث عن RDSP كوسيلة لموازنة شؤونهم المالية وتوفير المال على المدى الطويل. وقد حظي الاجتماع، الذي ضم الوزير بيرغن والمسؤولين التنفيذيين في الأولمبياد الخاص الكندي، بترحيب كبير من قبل المنظمة.

## روابط خارجية
- الأولمبياد الخاص الكندي